# 페르난도 가리베이

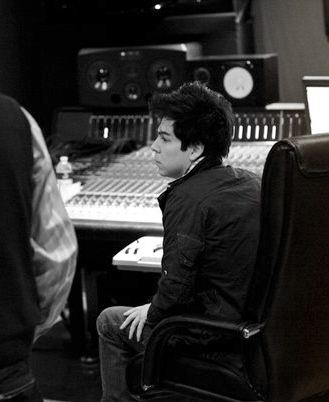
페르난도 가리베이

페르난도 가리베이(Fernando Garibay)는 멕시코의 음악 프로듀서이다.